# 費佛朗族
費佛朗族（Favorlang、Vavorolang；虎尾壟族、華武壟族、法波蘭族、法佛朗族），是17世紀荷蘭人在台灣中南部所記錄的民族或巴布薩族的社 (部落)，而就其語言性質而言，費佛朗語與巴布薩語有明顯的親緣關係 ，應為巴布薩語的分支。主要分布在大肚溪以南至濁水溪之間的海岸區域，包括彰化平原地帶。還存有屬於彰化地區的費佛朗語詞典，於1650年由荷蘭傳教吉爾伯特斯·哈帕特以荷蘭文編寫。

## 名稱
林昌華牧師推測費佛朗（Favorlang、Vavorolang；虎尾壟、華武壟、法波蘭、法佛朗）一詞為西拉雅族對費佛朗人的稱呼，為西拉雅語的「豬」（vavoy）加上閩南語的「人」（lang），但此說法並沒有直接證據，亦無法說明為何荷蘭人會以此稱呼費呼朗人，李壬癸教授則認為「費佛朗」一詞便是來自「巴布薩」（Babuza），即該語言中「人」的意思。
費佛朗人（Favorlang）指涉兩個概念，其一是使用費佛朗語的地區；其二是費佛朗社人。

## 歷史
1636年起，因赤崁附近的鹿群大量減少，大員當局遂開放漢人前往北邊捕鹿。此時虎尾壠社則為有名的梅花鹿棲息地，不少漢人走私團體居住於此，並和原住民從事鹿皮交易。虎尾壠漢人為了排除新來漢人的競爭，便聯合費佛朗族反抗荷蘭人，並殺害前來捕鹿的漢人。1637年10月、1638年11月，荷兰人分别两次進攻虎尾壠社。
費佛朗族可能在荷蘭人離開後分化為數個不同的族群。

## 聚落
- 費佛朗社（Vavoralang）：雲林縣虎尾、土庫、褒忠等鄉鎮一帶。
- 貓兒干社（Basjekan）：雲林縣崙背鄉貓兒村
- 西螺社(Dobalibaota): 雲林縣西螺鎮
- 猴悶社(Goumol): 雲林縣土庫鎮
- 他里霧社(D'haliboo): 雲林縣斗南鎮
- 二林社(Tackeijs)：彰化縣二林鎮
- 馬芝遴社(Taurinap)：彰化縣鹿港鎮
- 阿束社(Assoeck)：彰化縣和美鎮
- 柴坑仔社(Babariangh):彰化縣彰化市
- 大武郡社(Tavekol): 彰化縣社頭鄉
- 東螺─寶斗社(Dobalibaiou): 彰化縣北斗鎮
- 眉裡社？(Balabeijs): 彰化縣溪州鄉？